# Перро, Рене-Мари-Жозе
Рене́-Мари́-Жозе́ Перро́ (фр. René-Marie-Joseph Perros MEP, 12.03.1870 г., Гевенайм, Франция — 27.11..1952 г., Бангкок, Таиланд) — католический епископ, апостольский викарий Восточного Сиама с 17 сентября 1909 года по 12 июля 1947 год, член католической миссионерской конгрегации «Парижское общество заграничных миссий».

## Биография
Рене-Мари-Жозе Перро родился 12 марта 1870 года в Гевенайме, Франция. 15 октября 1893 года был рукоположён в священника в конгрегации «Парижское общество заграничных миссий»..
11 мая 1944 года Римский папа Пий X назначил Рене-Мари-Жозе Перро апостольским викарием Восточного Сиама и титулярным епископом Зоары. 30 января 1910 года состоялось рукоположение Рене-Мари-Жозе Перро в епископа, которое совершил епископ Малакки  Мари-Люк-Альфонс-Эмиль Барильон в сослужении с апостольским викарием Камбоджи  епископом Жаном-Клодом Бушю.
12 июля 1947 года Рене-Мари-Жозе Перро вышел в отставку. Скончался 27 ноября 1952 года в городе Бангкоке.